# Paranerita occidentalis
Paranerita occidentalis là một loài bướm đêm thuộc phân họ Arctiinae, họ Erebidae.